# Crickmer (Virginia Occidental)
Crickmer es un área no incorporada ubicada dentro del Distrito New Haven, una división civil menor del condado de Fayette (Virginia Occidental), Estados Unidos. Está catalogada como un asentamiento humano por la Junta de Nombres Geográficos de los Estados Unidos.

## Identificador
El número de identificación asignado por el Sistema de Información de Nombres Geográficos es 1537821.

## Geografía
Se encuentra a una altitud de 911 metros sobre el nivel del mar (2989 pies) según el conjunto de datos de elevación nacional.